# Rajd Francji 1975
Rajd Korsyki 1975 - Rajd Francji (19. Tour de Corse - Rallye de France) – 19 Rajd Korsyki rozgrywany we Francji w dniach 8-9 listopada. Była to dziewiąta runda Rajdowych Mistrzostw Świata w roku 1975. Rajd został rozegrany na asfalcie. Baza imprezy była zlokalizowana we Francji na Korsyce w miejscowości Ajaccio.

## Wyniki końcowe rajdu[1]
| Etap | OS | Nazwa                      | Długość   | Zwycięzca                            | Czas             |  |
| ---- | -- | -------------------------- | --------- | ------------------------------------ | ---------------- |  |
| 1    | 1  | Panelca - Ponte Leccia     | 158,00 km | Sandro Munari                        | 1:56.12          |  |
| 1    | 2  | Talasani - La Porta        | 24,70 km  | Sandro Munari                        | 21:54            |  |
| 1    | 3  | Luri - Canari              | 23,70 km  | Odcinek odwołany                     | Odcinek odwołany |  |
| 1    | 4  | San Pietro - Pietra Moneta | 34,00 km  | Odcinek odwołany                     | Odcinek odwołany |  |
| 1    | 5  | RF9 - N195                 | 29,80 km  | Odcinek odwołany                     | Odcinek odwołany |  |
|      |    |                            |           |                                      |                  |  |
| 2    | 6  | Tavera - Bastelica         | 17,10 km  | Jean-Claude Andruet                  | 13:56            |  |
| 2    | 7  | Acqua Doria - Stillicione  | 16,10 km  | Jean-Claude Andruet                  | 12:37            |  |
| 2    | 8  | Zonza - Abaccia            | 120,00 km | Jean-Pierre Nicolas                  | 1:31.13          |  |
| 2    | 9  | Kamiesh - Zonza            | 38,00 km  | Bernard Darniche                     | 28:50            |  |
| 2    | 10 | Aullene - Moca Croce       | 18,00 km  | Bernard Darniche Jean-Pierre Nicolas | 9:52             |  |

## Wyniki końcowe rajdu[2]
| Msc. | Kierowca             | Pilot                 | Samochód                 | Czas    | Strata | Punkty |
| ---- | -------------------- | --------------------- | ------------------------ | ------- | ------ | ------ |
| 1    | Bernard Darniche     | Alain Mahé            | Lancia Stratos HF        | 4:58.26 | 0.0    | 20     |
| 2.   | Jean-Pierre Nicolas  | Vincent Laverne       | Alpine-Renault A110 1800 | 4:58.58 | +0.32  | 15     |
| 3.   | Jean-Claude Andruet  | Yves Jouanny          | Alfa Romeo Alfetta GT    | 5:09.51 | +11.25 | 12     |
| 4.   | Jean-Pierre Manzagol | Jean-François Filippi | Alpine-Renault A110 1800 | 5:15.42 | +17.16 |        |
| 5.   | Jacques Henry        | Maurice Gelin         | Alpine-Renault A110 1800 | 5:19.41 | +21.15 |        |
| 6.   | Francis Vincent      | Jacques Jaubert       | Alpine-Renault A110 1800 | 5:22.26 | +24.00 |        |
| 7.   | Michèle Mouton       | Françoise Conconi     | Alpine-Renault A110 1800 | 5:33.49 | +35.23 |        |
| 8.   | Jean-Marie Soriano   | Robert Simonetti      | Alpine-Renault A110 1800 | 5:52.45 | +54.19 |        |
| 9.   | Bernard Picone       | Robert Cianelli       | Alpine-Renault A110 1800 | 5:52.46 | +54.20 |        |
| 10.  | Henri Greder         | 'Celigny'             | Opel Kadett GT/E         | 5:58.21 | +59.55 | 1      |

## Klasyfikacja producentów po 9 rundach
| Lp | Producent      | Pkt. |
| -- | -------------- | ---- |
| 1  | Lancia         | 95   |
| 2  | Alpine-Renault | 60   |
| 3  | Fiat           | 58   |
| 4  | Opel           | 48   |
| 5  | Peugeot        | 40   |

- Uwaga: Tabela obejmuje tylko pięć pierwszych miejsc.